# Montebelluna
Montebelluna es una comuna con 31.088 habitantes, situada a la región del Véneto (norte de Italia) en la provincia de Treviso.

## Geografía Física

### Territorio
El territorio de Montebelluna es en gran parte llano, con altitudes que van desde los 69 m snm, al sur de San Gaetano, hasta los 144 m, al norte de Pederiva. El paisaje se caracteriza entonces por la presencia de dos colinas, incluyendo el extremo occidental de Montello (donde se reconoce la altitud máxima, 343 m) y el más modesto Capo di Monte (o Montebelluna Alta, o incluso la colina de Mercato Vecchio, 199m ). Entre los dos relieves pasa un corredor natural (a lo largo del cual pasa el Feltrina), una vez el lecho original del Piave.
El área es naturalmente pobre en cursos de agua, pero el suministro de agua está asegurado, desde la antigüedad, por un sistema de canales artificiales que derivan del Piave. Estos son, en particular, Canale del Bosco y Canale di Caerano, ramas de Brentella di Pederobba.

## Historia moderna

### Los siglosXIX-XX
Como se mencionó, la posición central del área en la circulación de bienes y personas continuó y se fortaleció en la transición al Municipio moderno de la época napoleónica y austriaca. Esta vocación ya consolidada estará en el origen de las primeras formas de fabricación y comercialización del calzado, actividad que, aunque presente desde la Edad Media, sólo se afirma de manera decisiva en la segunda mitad del siglo XIX (a partir de los diez zapateros de 1808 pasó a los 36 de los años treinta, a los 55 de 1873 para llegar a los 200 de principios del siglo XX).
El traslado del mercado (1872) y el consiguiente nacimiento del núcleo urbano marcan el paso a la modernidad, dotando a la villa de sus rasgos aún reconocibles (las grandes plazas, los edificios). Montebelluna contaba entonces con 7100 habitantes que, en 1885, ascenderían a 9008 para superar los 10.000 a principios del siglo XX. Todavía en la década de 1860 había 150 alumnos matriculados en la educación primaria y se elevará a 900 a principios de siglo.
A pesar de la alta tasa de emigración, un fenómeno generalizado en toda la región del Véneto, es en este período, entre la segunda mitad del siglo XIX y las primeras décadas del siglo XX, cuando la ciudad experimenta su fase más intensa de desarrollo, también gracias a la llegada del ferrocarril (el tramo Treviso-Montebelluna fue inaugurado el 1 de abril de 1884). Resta recordar la resolución de 1886 para la toma estable de la acequia de Brentella (no obstante, la obra sólo se realizará en 1929), la línea férrea Padua-Montebelluna del 22 de julio de 1886 y en noviembre del mismo año la Treviso-Belluno, la electrificación en 1903, el acueducto de San Giacomo di Fener en 1901, las obras públicas (construcción de las cárceles en 1884), la disposición decisiva e impresionante del sistema de carreteras, la creación del banco popular (1877), la considerable ampliación edilicia y el inicio de las obras del tramo ferroviario Montebelluna-Susegana así como la elaboración del proyecto que traerá el tranvía eléctrico hasta bien entrado el siglo XX.

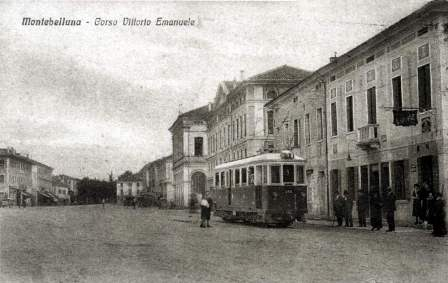
Il centro di Montebelluna en los años treinta

A principios de siglo se establecieron las primeras medianas empresas industriales y ya en 1904 el distrito de Montebelluna ocupaba el cuarto lugar de la Provincia en capacidad instalada. La rapidez del desarrollo también se ve confirmada por el hecho de que, todavía en 1885, la única actividad no agrícola de cierta importancia eran las siete hilanderías de capullos que empleaban a 140 mujeres. La industrialización de principios de 1900 incluyó Filatura Cotonifici Trevigiani, Cascamificio Bas (más tarde Filatura del Piave), las fábricas en via Piave para la producción de superfosfatos, sulfatos de cobre y ácido sulfúrico, las fábricas textiles de Biadene y Pederiva, la industria alimentaria ( las fábricas de pasta de Biadene, el molino "Cerere") y se fue ampliando paulatinamente hacia la carpintería y sobre todo el desarrollo del sector del calzado, que se convertiría a lo largo del siglo en el motor del desarrollo industrial local.
Un país vital, por tanto, como lo demuestra, al menos en parte, el conocido informe económico-moral de 1909 en el que se relatan las consecuencias de los primeros asentamientos industriales y el continuo desarrollo comercial de la ciudad centrado en el volante mercantil. énfasis.
En 1928, un decreto real degradó el municipio de Caerano San Marco a una fracción de Montebelluna. En 1946 se restableció la situación anterior.
Desde 1987 forma parte de los "100 municipios de la "Pequeña Gran Italia".

## Sociedad
Desde los años 70 del siglo XX hasta hoy, la población ha aumentado en casi 10.000 unidades. Si consideramos los muchos trabajadores domiciliados, la población podría presumiblemente tocar fácilmente cifras decididamente superiores. Lo cierto es que la mayoría de las casas en Montebelluna fueron construidas antes o durante los años 70, elemento que hoy en día hace casi imposible encontrar una casa para alquilar, ya que si la población ha aumentado, el número de casas se ha mantenido casi igual. La escasez de viviendas también ha favorecido la generalización de comportamientos tendientes a la especulación inmobiliaria.

### Evolución demográfica
| Gráfica de evolución demográfica de Montebelluna entre 1861 y 2021 |
|                                                                    |
| Fuente ISTAT - elaboración gráfica de Wikipedia                    |

## Etnias y minorías extranjeras
A 31 de diciembre de 2023, los extranjeros residentes en el municipio eran 3.802, es decir, el 12,1% de la población. Los grupos más grandes se muestran a continuación:
1. China 1181
2. Rumania 595
3. Marruecos 371
4. Albania 342
5. Ucrania 244
6. Kosovo 164
7. Macedonia del Norte 134

## Cultura

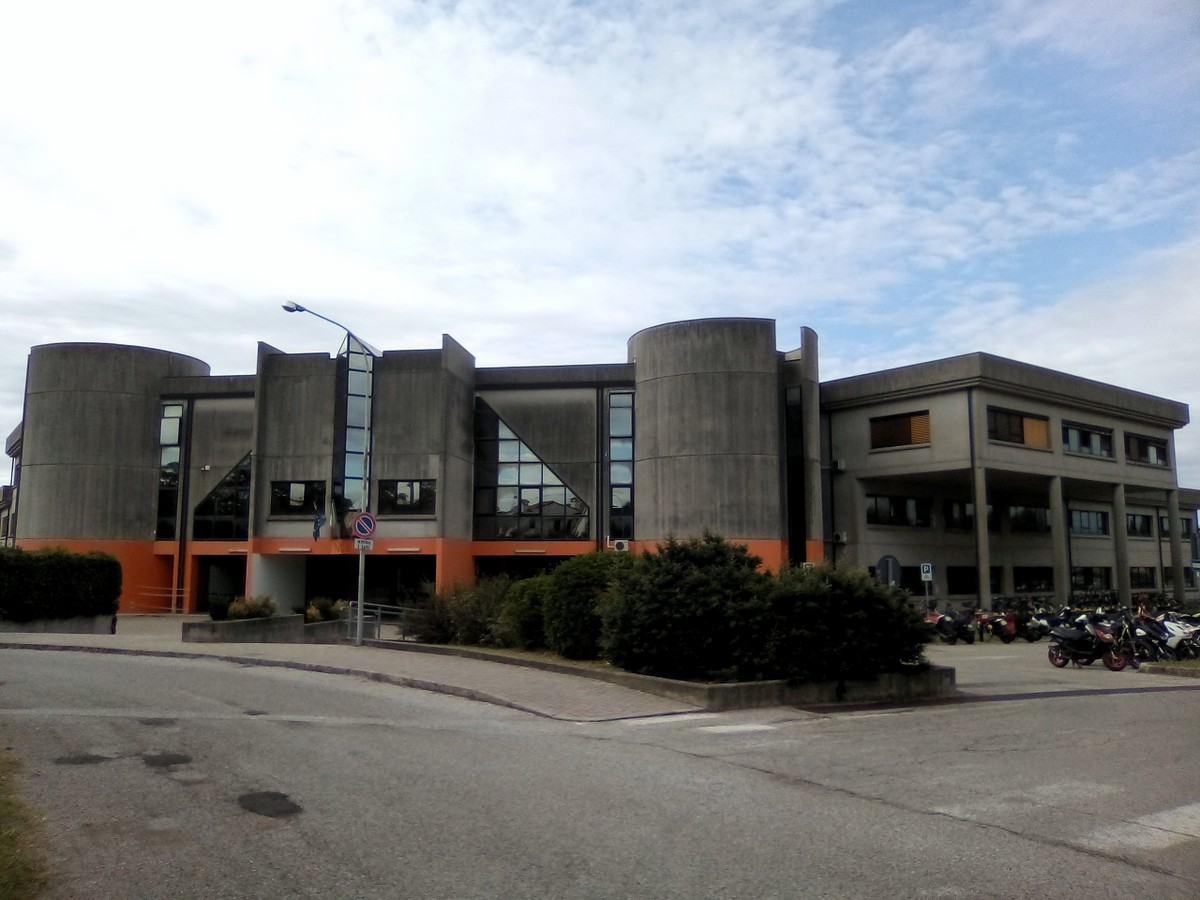
IIS Einaudi Scarpa

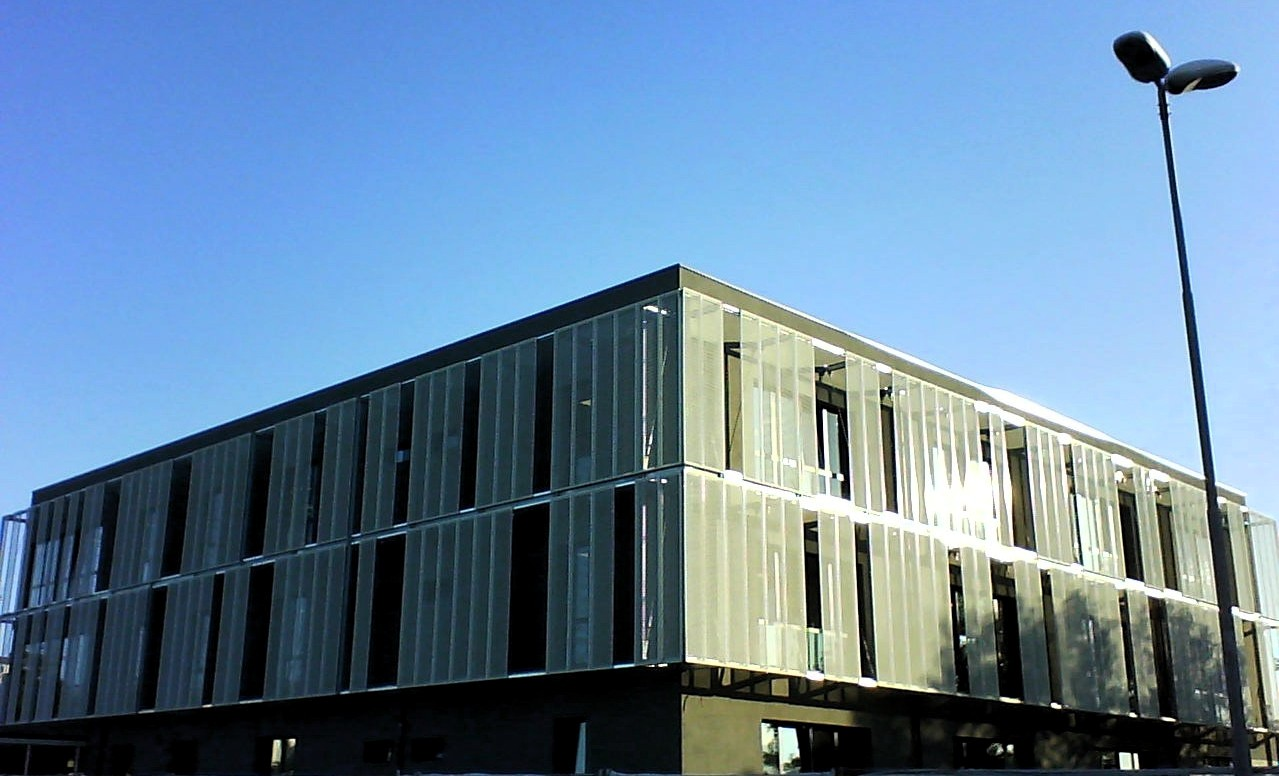
Nuevo edificio curso profesional IIS Einaudi-Scarpa

### Instrucción
En el municipio existen numerosos centros de educación infantil, primaria y secundaria. Las escuelas secundarias de cierta importancia para la ciudad son el Instituto de Estudios Superiores "Primo Levi" (antiguo gimnasio y liceo científico), el liceo estatal "Angela Veronese" con las cuatro especialidades que lo caracterizan: ciencias humanas, lingüística, económico-social y artístico, el Instituto de Educación Superior Einaudi-Scarpa, que alberga los siguientes cursos: tecnológico, económico y profesional. El Instituto Agrícola de Castelfranco Veneto (I.S.I.S.S. "D. Sartor") también gestiona la sede de San Gaetano di Montebelluna desde los años noventa.
El nuevo edificio junto al Palazzetto O. Frassetto que acogerá el curso profesional del IIS Einaudi-Scarpa y el IPSSAR Maffioli de Montebelluna se estructura en dos partes de diferente altura, de dos y tres plantas respectivamente, consta de dos grandes patios interiores y alberga los espacios destinados a aulas, laboratorios, oficinas administrativas y aseos.

### Instituciones culturales
- La Biblioteca Municipal[11]

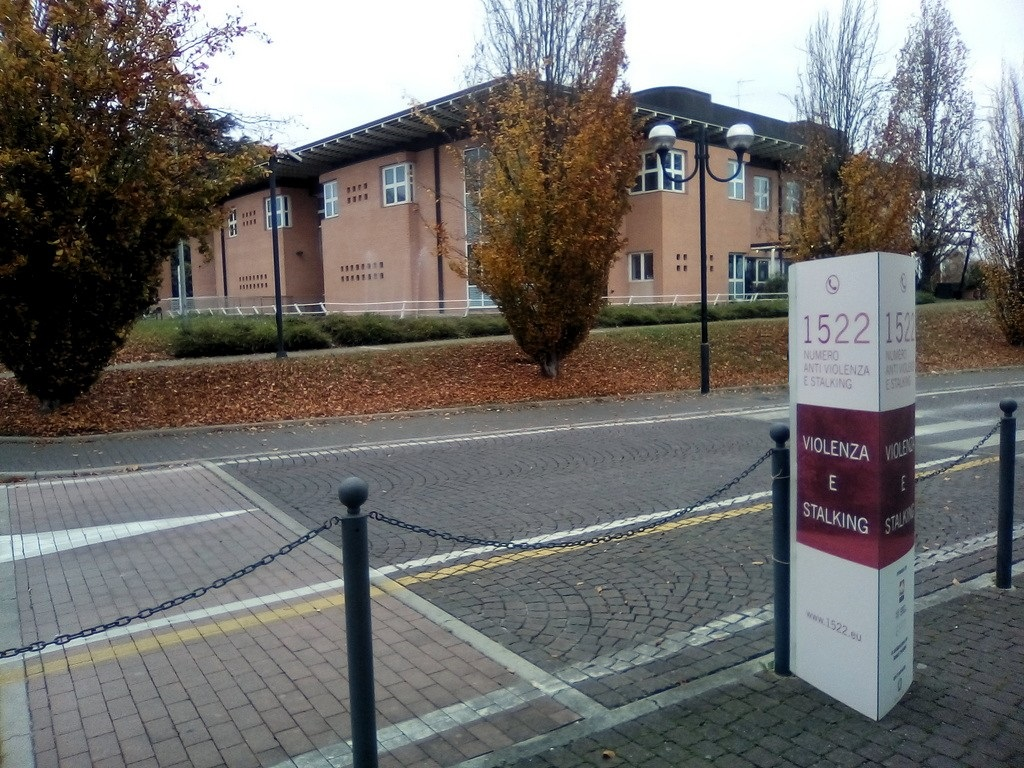
La Biblioteca Municipal

- Museo de Historia Natural y Arqueología,[12] en Villa Biagi
- Museo de botas y calzado deportivo, en Villa Zuccareda Binetti: originalmente fue la casa de campo de Bartolomeo Burchielati (1548-1632). Luego cambió algunos dueños hasta que fue heredada de la noble familia Binetti, cuyo nombre lleva. Desde 1980 es propiedad del Ayuntamiento que, con la colaboración de ciudadanos y empresas en particular del sector, lo convirtió en la sede del museo del calzado. Se trata de una exposición histórica permanente de calzado deportivo que pretende presentar al visitante el recorrido realizado por las empresas artesanales e industriales en Montebelluna y su territorio.[13][14]
- Teatro "Roberto Binotto" en Villa Correr Pisani en Biadene
- MEVE - Veneto Memorial de la Gran Guerra,[15] en Villa Correr Pisani

## Economía
Montebelluna es uno de los mayores centros industriales en sinergia con la cercana provincia de Vicenza. Las industrias están especializadas en todo en los sectores del curtido, metalmecánica, electrotécnica, óptica, alimentación, calzado, confección (especialmente deportiva), instrumentos de precisión, plásticos y artes gráficas. El sector agrícola es activo en la producción de hortalizas, frutas, uvas para vino, cereales, forrajes y en la práctica de la cría de ganado. El comercio y la logística desarrollaron, favorecidos por la posición estratégica de la ciudad, un cruce de carreteras en el centro de una importante zona productiva. Es un importante productor de botas de esquí.
En 1989, Montebelluna fabricaba más del 70 por ciento de la producción mundial.[9] La revista Outside lo ha caracterizado como "El centro de diseño líder mundial en calzado para exteriores". Más de una docena de marcas de botas y calzado deportivo, incluidas Alpina Žiri, Asolo, Fila, La Sportiva, Lowa, Mammut Sports Group, Scarpa y Tecnica Group, realizan al menos parte de su trabajo en la ciudad. En la Villa Zuccareda Binetti se encuentra un museo de fabricación de botas, el Museo dello Scarpone e della Calzatura Sportiva.
El año 2022 marca una fecha importante para Montebelluna, ya que hace exactamente 150 años se trasladó el antiguo mercado del Colle a la llanura, acontecimiento que también supuso el nacimiento de la ciudad tal y como la conocemos hoy. Para celebrar este aniversario especial, la administración municipal de Montebelluna, también con el aporte del Comité Promotor y asistida por el Comité Directivo y el Comité Operativo, ha preparado un rico calendario que consta de iniciativas, manifestaciones y eventos de diversa índole que durarán toda la vida. todo el año. con la participación de numerosas asociaciones locales y de la comunidad civil.
Para crear el logotipo y el premio, los estudiantes de Tecnologías y técnicas de representación gráfica del Instituto Einaudi Scarpa se involucraron y participaron en un concurso de ideas para crear el logotipo y el premio. Las distintas propuestas formuladas fueron evaluadas por el grupo de trabajo Montebelluna 150 que eligió el logo y el resultado creado por una alumna del 4^A GRC que impresionó por su elegancia, valor y carácter. En el logo el estudiante quiso representar la columna del Mercato Vecchio a la izquierda y la Loggia dei Grani a la derecha, cuyos arcos forman el número 150.

## Personas destacadas
- Aldo Serena, exfutbolista.
- Luca Badoer, expiloto de Fórmula 1.
- Oscar Gatto, ciclista profesional.
- Luigi Datome, jugador de baloncesto, retirado en 2023.
- Alberto Bottari de Castello, diplomático de la Santa Sede.[21]